# Ведійська міфологія
Індуїстська міфологія — міфи, що мають стосунок до індуїзму та релігій, що передували йому, тобто ведичної релігії та брахманізму. Велика частина інформації отримана із санскритської літератури, зокрема Вед, Пуран, епосу та інших, решта — з усних легенд. Багато індусів вірять у священність цих легенд та у істинність подій, про які у них йдеться.

## Головні джерела
Чотири Веди, передусім Ріґведа, є найстарішими джерелами ведичних легенд, що містять розповіді на багато тем: розповідають про життя богів, космологію тощо.
Матеріал періоду класичного санскриту переважно зберігся у вигляді санскритського епосу, найбільшими, найстарішими і найвідомішими прикладами якого є Рамаяна і Махабхарата. Крім власне міфології, ці твори містять величезну кількість інформації про староіндійське суспільство, філософію, релігійні церемонії. Події епосу проходять у різні «юґи» або ери, на які був поділений час за міфологією.
Пурани розповідають про часи, що передували епосу («пурана» санскритом означає «стародавній»), проте версії пуран, що дійшли до нас, були складені пізніше за епос, на початку Середньовчіного періоду. Найпопулярнішою з Пуран зараз є Бхаґавата-Пурана, що розповідає про життя бога Вішну та його аватарів на Землі.